# Морское кладбище (Владивосток)

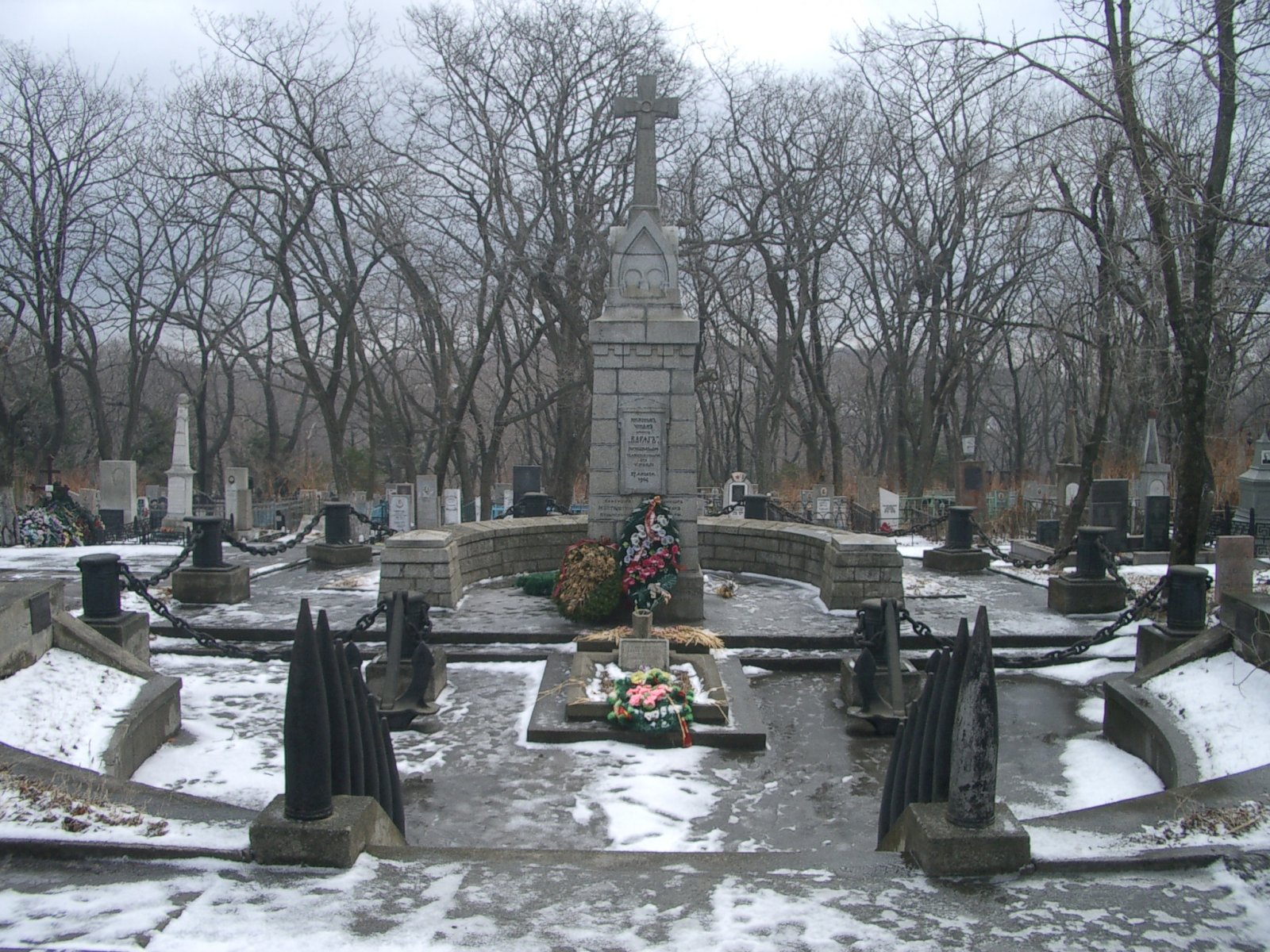
Захоронение нижних чинов крейсера «Варяг»

Морское кладбище — одно из самых старых и известных владивостокских кладбищ. Расположено в южной части города, недалеко от бухты Патрокл. Открыто 23 сентября 1903 года.
На нём захоронены павшие герои крейсера «Варяг», останки которых в 1911 г. были перенесены из Кореи. Память погибших моряков увековечена монументом на Морском кладбище Владивостока и памятником в корейском порту Инчхон, где проходили лечение получившие ранения в ходе боя моряки.

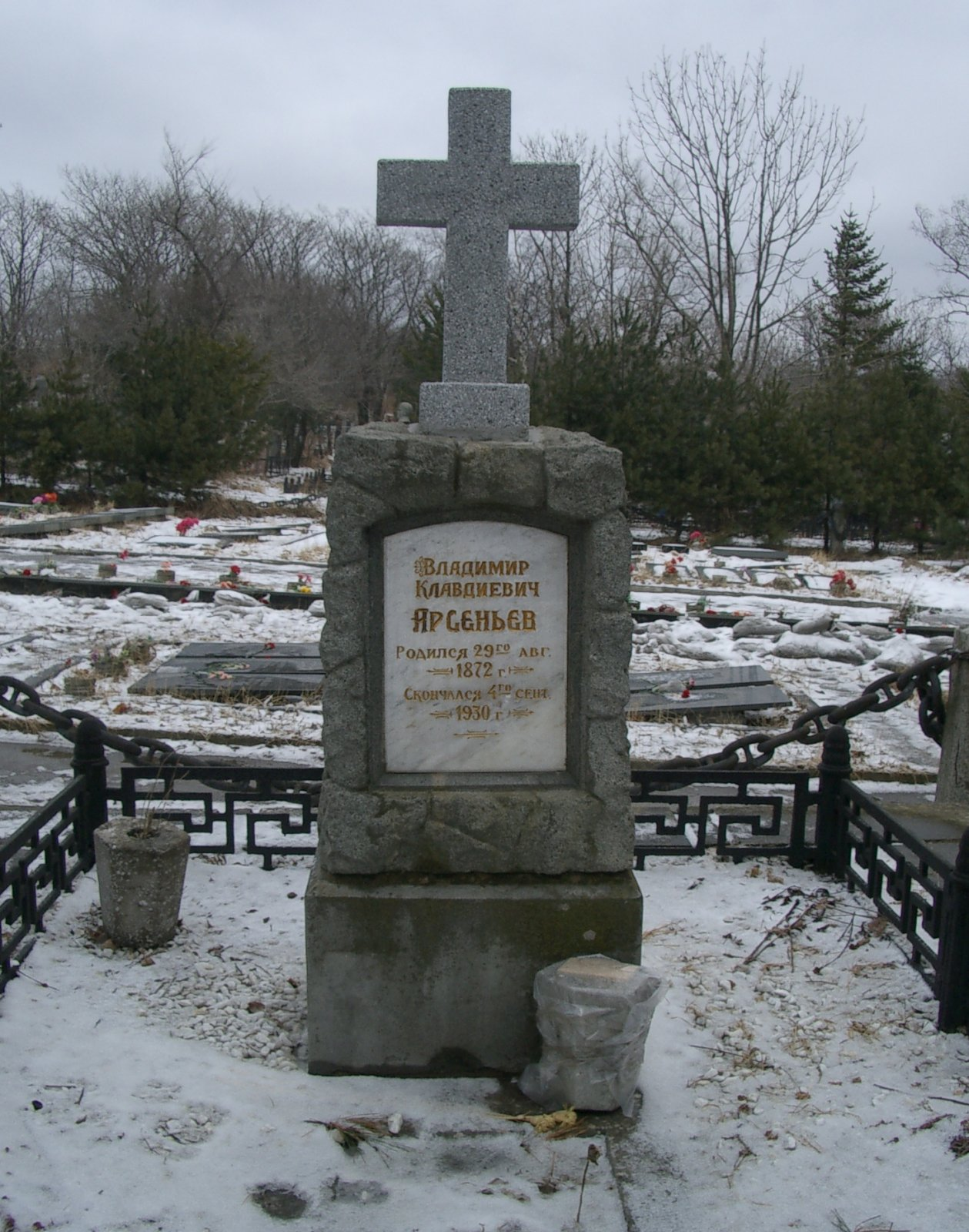
Могила В. К. Арсеньева

Мемориальная зона Морского кладбища — братские захоронения моряков с теплоходов «Тикси», «Тавричанка», «Большерецк», здесь же похоронены жертвы авиакатастрофы 2001 г. под Иркутском и сотрудники Сбербанка, погибшие во время пожара; рядом могилы путешественника В. К. Арсеньева и первой в мире женщины-капитана дальнего плавания А. И. Щетининой, контр-адмирала Е. С. Бурачека, писателей Г. Г. Халилецкого и А. А. Романовского, поэта Г. Лысенко, полярного капитана М. В. Готского, шкипера Гека, капитанов Е. Д. Бессмертного и Ш. Г. Надибаидзе, художников А. В. Телешова, К. И. Шебеко (единственный на Дальнем востоке народный художник СССР), И. В. Рыбачука (народный художник РСФСР), народного артиста СССР А. А. Присяжнюка, «народного академика» АН СССР историка и археолога А. И. Крушанова, других известных людей.

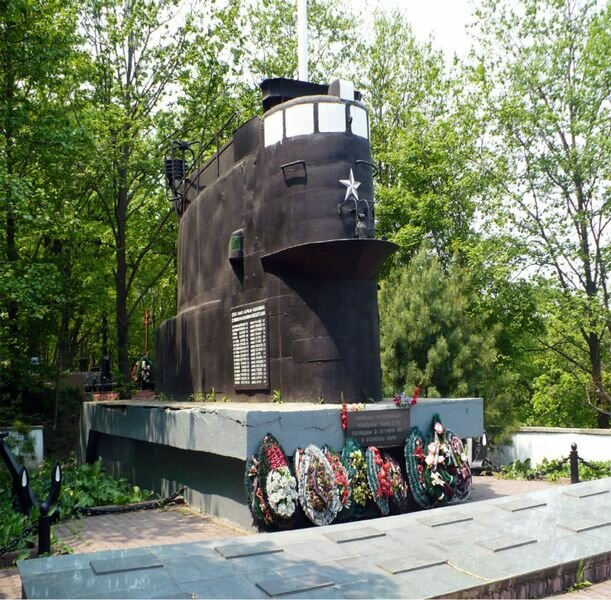
Рубка подводной лодки С-178, установленная в 1982 году на братской могиле членов экипажа, погибших в аварии

Также на мемориальной зоне кладбища похоронены военнослужащие, погибшие Демократической республике Афганистан (1979—1989 гг), в Республике Чечня (1994—2000 гг.) и во вторжении России на Украину
На территории кладбища есть крематорий (с 2002 года) и колумбарий.